# Lycodes yamatoi
Lycodes yamatoi är en fiskart som beskrevs av Toyoshima, 1985. Lycodes yamatoi ingår i släktet Lycodes och familjen tånglakefiskar. Inga underarter finns listade i Catalogue of Life.